# Donnchad mac Briain
Donnchadh mac Briain (Ortografía vieja: Donnchad mac Briain) (muerto en 1064), anglificado como Donough O'Brian, hijo de Brian Bóruma y Gormflaith ingen Murchada, fue Rey de Munster.

## Contexto

Reinos principales en Irlanda, hacia el 1014.

Brian Bóruma fue el primer hombre en establecerse como único rey supremo de Irlanda en muchos siglos. Anteriormente, los Reyes Supremos habían pertenecido en su mayoría al grupo de familias conocidos como Uí Néill que trazaban su ascendencia hasta Niall de los Nueve Rehenes. Ningún rey del sur, donde la parentela de Brian, los hasta ese momento oscuros Dál gCais de Thomond, se habían acercado al poder global en Irlanda desde Feidlimid mac Crimthainn a comienzos del siglo IX. El último rey supremo eficaz de Irlanda de Munster fue Cathal mac Finguine (m. 742), y probablemente antes de que él, lo había sido el prehistórico Crimthann mac Fidaig.
Brian, a partir de sus propios recursos y los de las ciudades vikingas del sur como Limerick y Cork tomó primero el control de Munster, derrocando a los Eóganachta, familia que había dominado Munster tan eficazmente como los Uí Néill habían dominado el título de Rey Supremo, y por tanto tiempo. Con los Uí Néill desunidos, Brian consiguió primero que el Rey Supremo Máel Sechnaill mac Domnaill le reconociera como igual, y después como señor de Irlanda. Brian falleció en Clontarf el 23 de abril de 1014, Viernes Santo, luchando contra el Rey de Leinster y sus aliados. En la mitología y la pseudohistoria medieval esta batalla se convertiría en la última y definitiva entre irlandeses y vikingos, y Brian el más grande de todos los reyes irlandeses.

## Vida
El hijo de Brian, Murchad, medio hermano de Donnchad, murió junto a su padre en Clontarf. Otro hermano o medio hermano, Domnall, había muerto en 1011. Otros dos medio hermanos, Conchobar y Flann, son mencionados en algunas fuentes pero sin dejar ningún rastro en los anales irlandeses. Por tanto, de los hijos de Brian, únicamente Donnchad y su medio hermano Tadc se sabe que sobrevivieron a su padre. Según Geoffrey Keating  cuenta en Foras Feasa ar Éirinn, relato que no es soportado por ninguna evidencia, Donnchad, dirigiendo a los supervivientes de los Dál gCais de vuelta desde Clontarf afrontó ejércitos de Osraige y Munster.
Las listas reales de Munster indican a Dúngal Ua Donnchada de os Eóganachta de Cashel sucesor de Brian. Dúngal no murió hasta 1025, fecha en la que Donnchad comienza a aparecer fuera de Munster. Su medio hermano Tadc fue asesinado en 1023—los Anales de Tigernach añaden que fue por orden de Donnchad—mientras él mismo perdió su mano en un intento de asesinato en 1019.

## Reinado
A comienzos de los años 1050, Donnchad fue objeto del ataque de sus vecinos. Su sobrino, Tadc hijo de Toirdelbach Ua Briain, pudo haber sido la fuerza detrás de estos ataques.
Los principales rivales de Donnchad eran Diarmait mac Maíl na mBó, Rey de Leinster desde 1042, y Áed en Gaí Bernaig, Rey de Connacht desde 1046. Diarmait en particular constituía una amenaza seria; aliado con Niall mac Eochada, Rey de Ulster,  instaló a su hijo Murchad como gobernante de Dublín en 1052, expulsando al cuñado y aliado de Donnchad hermano Echmarcach mac Ragnaill. Toirdelbach se unió con Áed a comienzoa de la década de 1050, saqueando Tuadmumu en 1052 y causando una gran derrota a Murchad, hijo de Donnchad en Corco Mruad, al noroeste del actual Condado de Clare en 1055. Por 1058 Toirdelbach había obtenido el apoyo de Diarmait, ya que estaba presente cuándo Diarmait, y los hombres de Leinster y Osraige expulsaron a Donnchad de Limerick, que este último incendió para que no cayera en manos de sus enemigosy le derrotaron en Sliabh gCrot en los montes de Galtee.

## Peregrinaje, muerte y leyendas

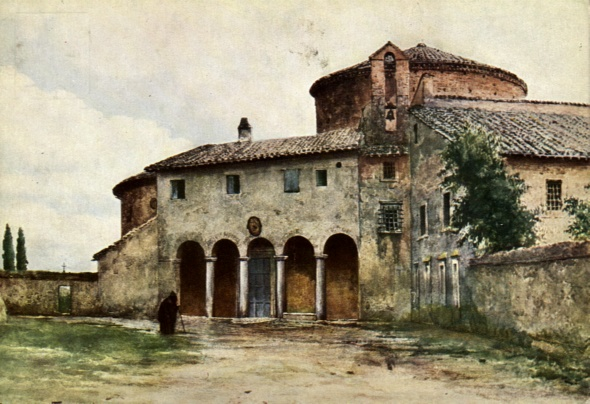
Santo Stefano en el Caelian Cerro, pintado por Ettore Roesler Franz

Donnchad fue finalmente depuesto en 1063 y partió en peregrinaje a Roma. Murió allí al año siguiente y fue enterrado en la basílica de Santo Stefano al Monte Celio.
La obra de Geoffrey Keating,  Foras Feasa ar Éirinn (Volumen III, Capítulo XXXIII) relata que Donnchad concedió la corona de Irlanda al papa —papa Urbano II según Keating, que sitúa estos acontecimientos en 1092— y solicitó la ayuda papal para recuperar el poder. Esta historia aparece en la historia popular del siglo XIX y anteriores y se da como explicación de como el papa inglés Adriano IV emitió la bula Laudabiliter concediendo el dominio de Irlanda a Enrique II de Inglaterra. En otro lugar (Volumen III, Capítulo XXVII) Keating es más escéptico con respecto a otras historias asociadas con la estancia de Donnchad en Roma. Desmiente las afirmaciones de que Donnchad tomó a una hija del Emperador y tuvo al menos dos hijos con ella de las que descenderían algunas de las familias de ingleses Viejos. Keating escribe que "esta historia no puede ser cierta, ya que antes de partir en aquella expedición [Donnchad] era un hombre muy viejo y decrépito, de más de ochenta años de edad, y no es muy probable que la hija de un emperador mantuviera relaciones con tal veterano".